# María del Carmen Bobes Naves
María del Carmen Bobes Naves es una filóloga española nacida en Oviedo (1930); catedrática de Teoría de la Literatura y Literatura Comparada, fue la primera directora del Instituto Bernaldo de Quirós de Mieres e introductora de la Semiología en España. Obtuvo la cátedra universitaria en 1970. Es autora de 30 libros y 250 artículos.

## Biografía
Nació en Oviedo en 1930, donde realizó sus estudios escolares y de bachillerato y cursó la carrera de Filología Románica en la Facultad de Filosofía y Letras. En mayo de 1956 defendió su tesis doctoral sobre La toponimia romana en Asturias, que fue posteriormente premiada por el CSIC (Consejo Superior de Investigaciones Científicas) y publicada en la revista Emérita. En este mismo año gana las oposiciones de Auxiliar de Bibliotecarios, Archivos y Museos y comienza a trabajar en la Biblioteca Pública «Ramón Pérez de Ayala» de Oviedo. Dos años más tarde, en 1958, obtiene la Cátedra de Lengua y Literatura de Enseñanza Media, con lo que empieza a trabajar en el Instituto de Vitoria y más tarde en el Instituto de Enseñanza Media de Mieres (Asturias), donde permanece hasta 1968. Durante este periodo de tiempo compagina la docencia con la investigación.
En 1968 obtuvo por oposición la Agregación de Lengua Española. Desde entonces, ejerció Enseñanza Superior en distintas universidades: durante un curso en la Universidad de Zaragoza, la Universidad de Santiago de Compostela durante cinco cursos y finalmente regresó a la Universidad de Oviedo en 1975.
En la Universidad de Oviedo ocupó la Cátedra de Gramática General y Crítica Literaria, que tras la partición en dos de la titulación pasa a denominarse Teoría de la Literatura y Literatura Comparada. Ejerció en la Universidad de Oviedo desde entonces hasta su jubilación y su posterior nombramiento como «Catedrática Emérita», título académico que premia una trayectoria ejemplar y que la vincula para siempre a esta universidad. 
Se casó en julio de 1960 con D. Ramón Maciá Manso, especialista en Filosofía del Derecho, que ha sido también catedrático de la Universidad de Oviedo, el matrimonio ha tenido una hija y un hijo y, hasta ahora, tres nietos.

## Obra
Muchos son los libros y ensayos escritos a lo largo de su brillante trayectoria profesional. Entre su rica bibliografía destacan: 
- 1974. Crítica Semiológica. Universidad de Santiago de Compostela: Oviedo.[4]
- 1976. Gramática de "Cántico": análisis semiológico.[5]
- 1976. Semiología del discurso literario. Introducción.[6]
- 1977. Gramática textual de "Belarmino y Apolonio".[7]
- 1982. La Rosa de papel de D. Ramón del Valle-Inclán. Universidad de Oviedo: Oviedo[8]
- 1985. Teoría general de la novela: Semiología de "la Regenta". Gredos: Madrid.[9]
- 1987. Semiología de la obra dramática. Arco Libros. Madrid.[10]
- 1989. La Semiología. Síntesis.[11]
- 1992. El diálogo: estudio pragmático, lingüístico y literario.[12]
- 1973. La semiótica como teoría lingüística.[13]

## Cargos académicos y méritos
- Estudios de Licenciatura en Románicas. Oviedo, 1948-53.
- Primera doctora de la Facultad de Filosofía y Letras de la Universidad de Oviedo (1956).
- Catedrática de Instituto de E. M. 1958.
- Catedrática de Gramática Histórica de la Lengua Española. Universidad de Santiago de Compostela (1970-75).
- Catedrática de Teoría Literaria en la Universidad de Oviedo a partir de 1975.
- Catedrática Emérita desde 2000.
- Profesora de Semiótica Literaria en la Universidad de la Suiza Italiana (Lugano), Facultad de Ciencias de la Comunicación, en cursos compartidos con el Dr. Uspenski (lugano, 1988-2003), profesora invitada en las Universidades de Burdeos, Montreal, El Cairo, Braga.
- Fundadora y presidenta primera de la Asociación Española de Profesores de Teoría Literaria (ASETEL).
- Presidenta de Honor de la Asociación Española de Teoría Literaria, Valencia, enero 2023.
- Presidenta o vocal de los Jurados de Premios Literarios: Nacional de Literatura (Modalidad Poesía), Principado de Asturias de Novela, Ciudad de Jaén de Novela, Ateneo Jovellanos de Poesía, etc.
- Introductora en España de los estudios de Semiología (La semiótica como teoría lingüística. Madrid. Gredos. 1973) trabajo de firma de las oposiciones a Cátedra de Universidad en 1965).
- Conferenciante en casi todas las universidades españolas, también en Portugal, Holanda, Bélgica, Francia, Italia, Canadá, Egipto...

## Reconocimientos
- Medalla de Plata del Principado de Asturias, 1993.
- Medalla de Honor de la Universidad Internacional Menéndez Pelayo de Santander, 2002.
- Premio Eduardo Benot al rigor científico universitario, Cádiz, 2008.